# Língua songe
Songe (também chamada songye, kisonge, lusonge, yembe ou luba do noroeste) é uma língua Banta falada na República Democrática do Congo.
Ethnologue observa que Songe está "relacionado" com a Mbagani, que eles não incluem em seu banco de dados. Maho (2009) rotula como “Mbagani (Binji)” uma das duas áreas geográficas que “Etnologue” atribui a Songe, mas diz que está mais próxima da língua lwalu; diz que é uma língua diferente, Binji, que é próxima de Songe.

## Escrita
A língua usa o alfabeto latino sem as letras H, Q, R, X. Usam-se muitas combinações de M e N seguidos de outras consoantes.

## Fonologia

### Consoantes
|                   |                | Labial | Alveolar | Pós-alveolar/ Palatal | Velar |
| ----------------- | -------------- | ------ | -------- | --------------------- | ----- |
| Nasal             | Nasal          | m      | n        | ɲ                     | ŋ     |
| Plosiva/ Africada | surda          | p      | t        | tʃ                    | k     |
| Plosiva/ Africada | Pré-nasalisada | ᵐp     | ⁿt       | ⁿtʃ                   | ᵑk    |
| Plosiva/ Africada | Sonora/small>  | b      | d        |                       | ɡ     |
| Plosiva/ Africada | Pré-nasalisada | ᵐb     | ⁿd       |                       | ᵑɡ    |
| Fricativa         | surda          | f      | s        | ʃ                     |       |
| Fricativa         | Pré-nasalisada | ᶬf     | ⁿs       | ⁿʃ                    |       |
| Fricativa         | Sonora         | v      | z        | ʒ                     |       |
| Fricativa         | Pré-nasalisada | ᶬv     | ⁿz       | ⁿʒ                    |       |
| Aproximante       | Aproximante    |        | l        | j                     | w     |

- Palatalização [ʲ] e labialização [ʷ] também está presente entre sons consonantais.[1]

### Vogais
A língua tem um sistema de cinco vogais com distinção por extensão vocálica.
|         | Anterior | Central | Posterior |
| ------- | -------- | ------- | --------- |
| Fechada | i iː     |         | u uː      |
| Medial  | e eː     |         | o oː      |
| Aberta  |          | a aː    |           |

## Amostra de texto
Josué 11-3
1.	Na kunyima kua lufu lua Mose, mufubi a Ayikalayika, ngi Ayikalayika bakuile kui Yoshua, muana a Nune baadi akuasha Mose, na kuamba'shi: 2.	Mose, mufubi ande, bafu; na binobino ebuee, sabuka Yodana, obe na uno muilo oso, [bua kutuela] bua kutuela mu'eumbo dianebapa buabo, bana ba Isalele. 3.	Mbalo yoso ayikashina kiashino kia luawo luenu, nenupeele yanka,
Português
1.	Depois da morte de Moisés, servo do Senhor, aconteceu que o Senhor falou a Josué, filho de Num, ministro de Moisés, dizendo: 2.	O meu servo Moisés está morto; levanta-te, pois, agora, passa este Jordão, tu e todo este povo, para a terra que eu lhes dou, aos filhos de Israel. 3.	Todo lugar que pisar a planta do vosso pé, isso vo-lo tenho dado, como disse a Moisés